# Miyoshiella fusispora
Miyoshiella fusispora är en svampart som beskrevs av Kawam. 1929. Miyoshiella fusispora ingår i släktet Miyoshiella och familjen Chaetosphaeriaceae.   Inga underarter finns listade i Catalogue of Life.